# The Ethnic Cleansing of Palestine
The Ethnic Cleansing of Palestine (A Limpeza Étnica da Palestina   ) é um livro escrito pelo Novo Historiador Ilan Pappé e publicado em 2006 pela One World Oxford. Durante a Guerra da Palestina de 1948, cerca de 720.000 árabes palestinos, dos 900.000 que viviam nos territórios que vieram a se tornar Israel, fugiram ou foram expulsos de suas casas. As causas deste êxodo são controversas e debatidas pelos historiadores. Em suas próprias palavras, Ilan Pappé deseja "defender o paradigma da limpeza étnica, usando-o para substituir o paradigma da guerra como base para a pesquisa acadêmica e o debate público sobre 1948".
A tese do livro é que o deslocamento forçado dos palestinos para o Mundo árabe era um objetivo do movimento Sionista e um imperativo para o caráter pretendido do estado judaico. De acordo com Ilan Pappé, o êxodo palestino de 1948 resultou de uma limpeza étnica planejada da Palestina implantada pelos líderes do movimento Sionista, principalmente David Ben-Gurion e outros dez membros de seu “grupo de assessoria” como indicado por Pappé. O livro argumenta que a limpeza étnica foi posta em prática por meio de expulsões sistemáticas de cerca de 500 vilas árabes, bem como por ataques terroristas executados principalmente por membros das tropas do Irgun e do Haganá contra a população civil. Ilan Pappé também se refere ao Plano Dalet e aos arquivos das vilas como provas das expulsões planejadas.

## A tese da limpeza étnica
A tese da limpeza étnica é controversa entre os acadêmicos israelenses.

A ideia de que os eventos de 1948 foram o resultado de uma expulsão planejada já havia sido sugerida pelos historiadores Walid Khalidi em seu livro Plan Dalet: The Zionist Master Plan for the Conquest of Palestine (1961) e Nur-eldeen Masalha em Expulsion of the Palestinians: The Concept of "Transfer" in Zionist Political Thought (1991). Yoav Gelber publicou uma resposta criticando a interpretação do Plano D feita por Walid Khalidi e Ilan Pappé: History and Invention. Was Plan D a Blueprint for Ethnic Cleansing? (2006).

Benny Morris propôs várias interpretações. A conclusão de seu principal trabalho, The Birth of the Palestinian Refugee Problem (1989), é que o êxodo foi o “resultado da guerra, não o seu intento”. Apesar disso, mais tarde ele afirmou que em “retrospecto, está claro que o que aconteceu na Palestina em 1948 foi uma variedade de limpeza étnica das áreas Árabes pelos judeus. É impossível dizer quantos dos 700.000 ou mais palestinos que viraram refugiados em 1948 foram fisicamente expulsos, em contraste dos que simplesmente estavam fugindo de uma zona de combate.” Numa entrevista em 2004, ele também defendeu a ideia de que ter executado uma limpeza étnica em 1948 foi uma escolha melhor para os judeus do que viverem um genocídio.Em um dos seus livros sobre a Guerra de 1948 chamado 1948: A History the First Arab-Israeli War (2006), ele matizou tudo isso e afirmou que “[d]urante a Guerra de 1948, (...) embora tenham ocorrido expulsões e embora uma atmosfera daquilo que mais tarde foi chamado de limpeza étnica prevaleceu durante os meses críticos, a transferência nunca tornou-se uma política Sionista geral ou declarada. Assim, lá pelo final da guerra, muito embora grande parte do país tivesse sido ‘limpo’ dos árabes, outras partes do país – notadamente a Galiléia central – ficaram com populações árabes muçulmanas substanciais (...).”.

Mais recentemente, Rosemarie Esber em Under the cover of war (2008), concordou com Ilan Pappé e trouxe novos argumentos de documentos britânicos para apoiar a tese que o êxodo foi planejado pelos líderes do Yishuv.

## Recepção da crítica

### Revistas especializadas
A análise de Uri Ram no Middle East Journal concuiu que “Pappé fornece[u] aqui um dos mais importantes e audaciosos livros que desafia frontalmente a historiografia israelense e a memória coletiva e, ainda mais importante, a consciência israelense”.

Jørgen Jensehaugen, no Journal of Peace Research, ao mesmo tempo em que chama o livro de “uma boa leitura”, acusa Pappé por alegar que a expulsão pré-planejada dos palestinos foi “a razão para a guerra”, ao invés de simplesmente “um aspecto dos vários planos de guerra”.

Ephraim Nimni, no Journal of Palestine studies, elogia Pappé pelo “caráter polêmico” do livro, mas alega que os líderes sionistas não foram os únicos responsáveis pela limpeza étnica:

Consequentemente, mesmo se a cronologia de Pappé for correta, e não há razões para duvidar disso, o livro não fornece uma explicação suficiente para a limpeza étnica da Palestina. Não importam quão meticulosos foram os planejamentos dos líderes do Yishuv (colonos), que teriam sido em vão sem um extraordinário encadeamento dos eventos internacionais (o genocídio do judaísmo europeu, o início da Guerra Fria, o fechamento dos portões democrático-liberais para os refugiados judeus, a emancipação das colônias do norte da África, e por último, mas não menos importante, o modelo étnico da nação-estado como a única via disponível para a emancipação nacional).
Ahmad H. Sa'di, no International Affairs, “altamente recomenda” o livro.

### Outras mídias
Seth J. Frantzman, escrevendo no Middle East Quarterly, afirma que “[Pappé] foi cego pela sua necessidade de encaixar os eventos em uma narrativa preferida, e que as poucas novas evidências que ele inclui não convencem quando consideradas no contexto dos eventos históricos – um contexto que Pappé rigorosamente oculta”.

Em sua crítica do The Ethnic Cleansing of Palestine, o Novo Historiador Benny Morris escreve: “No melhor das hipóteses, Ilan Pappé deve ser um dos historiadores mais negligentes do mundo; na pior, um dos mais desonestos. Na verdade, ele provavelmente merece um lugar em algum ponto entre os dois.” Adiciona que “Tais distorções, grandes ou pequenas, caracterizam quase toda página do The Ethnic Cleansing of Palestine”.

Ian Black, editor para o Oriente Médio do The Guardian, criticou o livro e o chamou de um “catálogo de intimidação, expulsão e atrocidade”. Ele também apontou que Pappé “faz um desserviço à compreensão histórica como um todo, ao ignorar o estado de espírito e os motivos dos judeus, logo após o final de uma guerra na qual seis milhões deles tinham sido exterminados pelos nazistas.”

Ênfases à parte, é difícil dizer o que há de novo em seu relato. O esquema discutido no encontro em Tel Aviv, o Plano Dalet, já é conhecido há anos. Há tempos já está claro que os palestinos não foram, como se costumava alegar, encorajados pelos líderes árabes a deixarem “temporariamente” suas casas. O incipiente estado de Israel não foi invadido, como contada pela antiga narrativa de Davi e Golias, por cinco exércitos árabes. O Egito atacou no sul e as tropas da Jordânia e do Iraque entraram pelo território destinado aos palestinos pelas Nações Unidas. A limpeza étnica da Palestina é o “pecado original” desnudado de Israel – mas sem quaisquer circunstâncias mitigadoras.